# Neocompsa serrana
Neocompsa serrana là một loài bọ cánh cứng trong họ Cerambycidae.